# Youth America Grand Prix
Youth America Grand Prix (англ. «Молодёжный гран-при Америки»), сокращённо YAGP — крупнейший в мире международный стипендиальный балетный конкурс, в котором могут принимать участие юные танцоры от 9 до 19 лет. YAGP проводит ежегодные отборочные туры в городах США и по всему миру. Финальный тур соревнований проходит в Нью-Йорке. Концепция конкурса состоит в том, что его участники борются не столько за премии и призы, сколько за стипендию на продолжение профессиональной учёбы в лучших балетных школах Америки и Европы..

## Общие сведения
YAGP является некоммерческой образовательной организацией, задача которой — помочь юным балетным дарованиям получить профессиональное образование. Каждый год более 10 тысяч танцоров принимают участие в соревнованиях и мастер-классах, проводимых YAGP в более чем 25 городах Северной Америки, а также на международном уровне: в Аргентине, Австралии, Бельгии, Бразилии, Италии, Индонезии, Испании, Канаде, Китае, Корее, Мексике, Парагвае, Франции и Японии. За 20 лет со времени основания YAGP в соревнованиях приняли участие более 100 тысяч юных танцоров; присуждено стипендий на общую сумму $4 миллиона долларов.
YAGP является членом Международной федерации балетных конкурсов (МФБК), а также партнером международных балетных конкурсов в Варне, Джексоне, Лозанне, Москве, Таллинне и Пекине.
За 20 лет со времени основания YAGP более 100 тысяч юных танцоров приняли участие в мероприятиях YAGP по всему миру; присуждено стипендий на общую сумму $4 миллиона долларов; больше 450 выпускников танцуют в более чем 80 балетных труппах по всему миру.

## История
Конкурс YAGP был основан в 1999 году бывшими балетными танцовщиками Большого театра Ларисой Савельевой и её мужем Геннадием Савельевым (в тот момент — солистом Американского театра балета). YAGP был создан и развивался при участии Сергея Гордеева, который занял должность Учредительного директора по внешним связям.
За первый сезон YAGP 1999—2000 года полуфиналы прошли в пяти городах США: в Бостоне, округе Колумбия, Чикаго, Лос Анджелесе и Бока-Ратоне; 8 американских школ предложили стипендии первым участникам YAGP. Королевский балет Великобритании стал первой международной балетной академией, представившей свои стипендии участникам YAGP. Вскоре соревнования стали самыми масштабными в США, полуфиналы стали проходить также в европейских городах.
В 2005 году ЮНЕСКО признала вклад конкурса в международное танцевальное образование, наградив его членством в The International Dance Council (рус. Международный совет танца).
В 2007 году YAGP стал первой внешней организацией, которая представила выступления студентов в рамках престижного итальянского танцевального фестиваля Сполето за 50-летнюю историю фестиваля.
В 2009 году, при 221 участнике из 27 стран, YAGP побил существующий рекорд Гиннеса в категории «Наибольшее количество танцоров на пуантах.»

## Призы конкурса

### Стипендии
Ежегодно, ведущие танцевальные академии мира присуждают участникам конкурса YAGP стипендии на общую сумму более $500 тысяч, на кратковременное и на полное обучение. Часть школ присуждает стипендии каждый год, часть — раз в два года. Жюри Финала YAGP состоит из представителей школ, которые выдают стипендии участникам.
Школы, предоставляющие стипендии участникам конкурса, включают такие известные учебные заведения, как Школа Жаклин Кеннеди Оннасис при Американском Театре Балета (США), Хьюстонская Балетная Академия (США), Школа балета Джоффри (США), Королевский балет Великобритании, Школа Джона Кранко при Штутгартском балете (Германия), балетная школа при Парижской Опере (Франция), Академия Принцессы Грейс, Монте-Карло (Монако), Школа балета Сан-Франциско (США), и множество других.

### Призы победителям
Первые, вторые и третьи места присуждаются в мужской и женской старшей, младшей и до-конкурсной категориях солистов, а также в категории ансамбля и па де де. Самому выдающемуся танцору в старшей возрастной категории присуждается Гран-при, в младшей возрастной категории — Молодёжный гран-при. Наиболее отличившийся танцор в до-конкурсной категории может быть удостоен спец-приза «Hope Award». В сезоне 2019—2020 появился также специальный гран-при для больших и малых ансамблей. Кроме того, в финале конкурса отдельным участникам присуждаются специальные призы, например, премия журнала Dance Europe и специальный приз Натальи Макаровой.

## Жюри
Конкурсное жюри YAGP состоит из специально приглашенных директоров и представителей ведущих мировых танцевальных академий и компаний. Мастер-Классы с членами жюри являются неотъемлемой частью конкурса.
На сайте конкурса имеется подробный список судей жюри и представляемых ими школ и компаний, которые участвовали в работе конкурсе в разные годы его существования:
Подробный список жюри.

## Выдающиеся выпускники YAGP
На двадцатый год существования конкурса более 450 выпускников YAGP устроились танцорами в 80 ведущих танцевальных компаний мира. Среди этих компаний — Американский Балетный Театр (США), Австралийский Балет (Австралия), Национальный Балет Нидерландов (Нидерланды), Хьюстон Балет (США), Балет Джоффри (США), Балет Мариинского Театра (Россия), Национальный Балет Канады (Канада), Нью-Йорк Сити Балет (США), Балет Парижской Оперы (Франция), Королевский Балет (Великобритания), Штутгартский Балет (Германия) и другие.
Среди наиболее известных выпускников YAGP — Мария Абашова, Изабелла Бойлстон, Микейла ДеПринс, Кимин Ким, Сезар Корралес, Сара Миэрнз, Ханна О’Нил, Сергей Полунин, Марселино Самбе, Хи Сео, Исак Хернандез, Кристина Шевченко и многие другие.
Подробный список выдающихся выпускников YAGP:
- Американский Театр Балета: Изабелла Бойлстон (прима), Сара Лейн (прима), Кельвин Ройял III (солист), Хи Сео (прима), Кристина Шевченко (прима), Джеймс Вайтсайд (премьер)
- Австралийский Балет: Ако Кондо (прима)
- Балет Вест: Беканн Сиск (прима), Аролин Вильямс (прима)
- Бирмингемский Королевский Балет: Матиас Дингман (премьер)
- Балет Бостона: Диана Альбрехт (второй солист), Джи Ян Че (прима), Лиа Сирио (прима), Дерек Данн (премьер), Чисако Ога (второй солист), Лоуренс Райнс (премьер), Ирлан Сильва (солист), Джой Вомак (артист труппы), Жаншион Жао (премьер)
- Балет Национальной Оперы Бухареста: Рин Окуно (первый солист), Грета Нита (солист), Кристиан Преда (солист), Рюо Такайя (солист)
- Национальный Балет Нидерландов: Даниэль Камарго (премьер), Янг Гью Чой (премьер), Микейла ДеПринс (солист), Матью Голдинг (премьер), Майя Махатели (прима), Ая Окумура (солист), Эдо Вайнен (солист)
- Санкт-Петербургский Государственный Академический Театр Балета Бориса Эйфмана: Мария Абашова (прима)
- Английский национальный балет: Джеффри Сирио (премьер), Исаак Хернандез (премьер), Шиори Касе (солист), Кен Сарухаши (солист), Бриджет Зер (прима)
- Финский национальный балет: Ребекка Кинг (солист), Ханако Мацуне (солист)
- Балет Хьюстона: Тайлер Донателли (солист), Нозоми Ижима (первый солист), Жаклин Лонг (солист), Хейден Старк (солист), Коннор Волш (премьер), Чарльз Льюис Йошиама (премьер)
- Балет Джоффри: Дилан Гутьеррез (солист) Джеральдин Мендоза (солист)
- Балет Мариинского театра: Кимин Ким (премьер), Мэй Нагахиса (солист), Виктор Кайшета (солист)
- Михайловский Театр: Джулиан МакКей (Солист)
- Национальный Балет Канады: Скайлар Кемпбелл (премьер), Франческо Габриеле Фрола (премьер), Александра Макдоналд (первый солист)
- Нью-Йорк Сити Балет: Закари Катазаро (премьер), Эшли Айзакс (солист), Эшли Ларасей (солист), Лорен Ловетт (прима), Сара Мирнз (прима), Тэйлор Стэнли (премьер), Индиана Вудвард (солист)
- Норвежская опера и балет: Мелисса Хоф (солист)
- Пацифик Нортвест Балет: Кайл Дэвис (солист), Анжелика Женероса (солист), Джеймс Мур (премьер), Элизабет Мерфи (прима), Матью Ренко (солист)
- Балет Парижской Оперы: Матиас Хейман (премьер Этуаль), Ханна О’Нилл (прима), Катерин Хиггинс (корифей), Бианка Скудаморе (сюжет)
- Балет Пенсильвании: Стерлинг Бака (премьер), Лилиан ДиПиацца (прима), Альберт Гордон (первый солист), Наяра Лопес (первый солист), Майяра Пинейро (прима)
- Королевский Балет: Вильям Брейсвел (солист), Сезар Корралес (первый артист), Бенджамин Элла (солист), Мелисса Хамильтон (солист), Меган Грейс-Хинкис (солист), Майяра Магри (солист), Вадим Мунтагиров (премьер) Марселино Самбе (Премьер), Валентино Зукетти (первый солист)
- Балет Сан Франциско: Саша Де Сола (прима), Даниел Дейвисон-Оливейра (солист), Анжело Греко (премьер), Эстебан Хернандез (солист), Кото Ишихара (солист), Стивен Морс (солист), Саша Мухамедова (солист), Вона Парк (солист), Энтони Спаулдинг (солист), Дженнифер Стал (прима), Сара Ван Паттен (прима), Энтони Винсент (солист), Вей Ванг (премьер), Вантинг Жао (солист)
- Балет Сарасоты: Виктория Халланд (прима), Логан Лёрнд (премьер)
- Штутгарт Балет: Елиса Вазкез Баденес (прима), Адонай Соарес да Сильва (солист), Анжелина Зуккарини (солист)
- Балет Вашингтона: Кара Купер, Бруклин Мак

Полный список выпускников находится на сайте организации.

## Программы и инициативы

### YAGP Гала
Частью миссии организации YAGP является предоставление участникам конкурса возможность выступить на сцене, и получить многосторонний образовательный опыт. С 2003 года, YAGP проводит уникальный гала-спектакль, "Современные Звёзды Встречают Звёзд Завтрашнего Дня, " в котором на одной сцене выступают как юные участники конкурса — так называемые «звёзды завтрашнего дня» — так и профессиональные танцовщики, современные звёзды. Гала-спектакль традиционно проходит в конце сезона, в последний вечер Финального конкурса в Нью-Йорке. Ставший уже традицией Нью-Йоркского балетного общества, в 2003 году Гала YAGP дебютировал в камерном зале Элис Талли Холла в Линкольн Центре. Затем, спектакль проводился в Нью-Йоркском Сити Центре а в последние несколько лет проводится в Театре Давид Кох, в Линкольн Центре. Теперь, формат этого гала-спектакля широко используется другими конкурсами и танцевальными организациями. Гала спектакль «Современные Звёзды Встречают Звёзд Завтрашнего Дня» также является крупнейшим благотворительным мероприятием года для организации.
Многие звёзды балета впервые выступили в Нью-Йорке на Гала "Современные Звёзды Встречают Звёзд Завтрашнего Дня: "
Полина Семионова (Государственный балет Берлина) Денис и Анастасия Матвиенко, Евгения Образцова и Иван Васильев (Большой Балет); Даниель Камарко, Саша Мухамедова и Эдо Вайнен (Национальный Балет Нидерландов), Йона Акоста (Английский национальный балет), Хьюго Маршан и Ханна О’Нил (Балет Парижской Оперы), Мелисса Гамильтон и Сезар Корралес (Королевский Балет, Великобритания); Фридеман Вогель (Штутгартский Балет); Сесилия Керч и Витор Луиз (Театро Муниципал, Рио де Жанейро).
За все годы, на Гала выступили такие артисты как:
Элвин Эйли, Американский Танцевальный Театр, и Эйли II: Клифтон Браун; Алисия Граф Мак; Линда Селест Симс; Джеймс А. Пирс; Грегори Синакори; Рикардо Зайяс
Американский Театр Балета: Стелла Абрера, Нина Ананиашвили, Максим Белоцерковский, Изабелла Бойлстон, Скайлер Брандт, Сандра Браун, Хозе Мануэль Карреньо; Мисти Коупленд; Анхел Корелла; Херман Корнехо; Ирина Дворовенко; Томас Форстер; Марсело Гомес; Джозеф Горак; Дэвид Холберг; Александр Хаммуди; Мелани Хамрик; Палома Эррера; Блейн Ховен; Джули Кент; Сара Лейн; Владимир Малахов; Джилиан Мерфи; Вероника Парт; Рената Павам; Карин Плантадит; Джозеф Филипс; Лорен Пост; Саша Радецкий; Ксиомара Рейес; Келвин Ройял III, Геннадий Савельев; Аррон Скотт; Хи Сео; Кристина Шевченко; Даниил Симкин; Кори Стернз; Итан Стифель; Гейб Стоун Шейер; Саравани Танатанит; Кассандра Тренари; Джеймс Вайтсайд; Мишель Вайльс; Катерин Вилльямс
Балет Театро Муниципаль до Рио де Жанейро: Сесилия Керч, Витор Луиз
Балет Вест: Чейс О’Коннелл, Беканн Сиск
Баварский Государственный Балет: Марлон Дино, Лючия Лакарра
Берлинский Государственный Балет: Яна Саленко; Артём Шпилевский; Полина Семионова
Билли Эллиот (Бродвей): Кирил Кулиш
Бирмингемский Королевский Балет: Мико Фогарти
Большой Балет: Семён Чудин, Екатерина Крысанова, Светлана Лунькина, Евгения Образцова, Наталья Осипова, Артём Овчаренко, Ольга Смирнова, Иван Васильев
Бостон Балет: Адиарис Алмейда, Лиа Сирио, Миса Куранага, Рауль Саламанка, Саби Варга, Алехандро Вирельес, Джозеф Гатти, Дерек Данн
Цирк дю Солей: Любовь Казанцева
Современный балет «Комплекшнс»: Карлос дос Сантос младший; Марк Манн; Джеффри Полстон; Рубинальд Пронк; Десмонд Ричардсон; Майкл Томас; Клиффорд Вильямс
Дрезден Семперопер Балет: Иржи Бубеничек, Бриттани О’Коннор, Хироко Асами, Рафаэль Кум-Маркет, Джон Валлехо
Национальный Балет Нидерландов: Константин Аллен, Мелисса Чапски, Микейла ДеПринс, Майя Махатели, Саша Мухамедова, Джиованни Принчич, Рубинальд Пронк, Джеймс Стаут, Эдо Вайнен
Английский национальный балет: Йона Акоста, Алина Кожокару, Сезар Корралес, Исак Хернандес, Тамара Рохо
Балет Гамбурга: Отто Бубеничек
Финский Национальный Балет: Ребекка Кинг
Балет Гонг Конга: Джин Яо, Уанг Жен
Балет Хьюстона: Дерек Данн, Аллисон Миллер, Тайлер Донателли
Независимые Танцоры: Литл Бак, Денис Дроздюк и Антонина Скобина
Балет Джоффри: Фабрис Калмелс, Дилан Гутьеррез, Жеральдин Мендоза
Балет Ла Скала: Роберто Болле, Франческа Подини
Современный Балет «Лайнз»: Дрю Джакоби
Мариинский Балет: Ислом Баймурадов; Кимин Ким, Екатерина Кондаурова, Ульяна Лопаткина, Денис Матвиенко, Евгения Образцова, Ксандер Париш, Кристина Шапран, Владимир Шкляров, Юрий Смекалов, Виктория Терешкина, Анастасия Матвиенко, Яна Серебрякова, Диана Вишнева, Игорь Зеленский
Майами Сити Балет: Джанетта Дельгадо
Момикс: Стивен Эзра, Ясмин Ли, Николь Лойзидес, Синтия Квинн, Брайан Симерсон
Бродвейский Мюзикл «Мувин Аут»: Иан Карни, Карин Плантадит
Национальный Балет Канады: Юргита Дронина, Грета Ходжкинсон, Зденек Конвалина, Светлана Лунькина, Эван МакКи, Бриджет Зер
Национальный Балет Кубы: Осиель Гунео, Виенгсай Валдес
Нидерландский Танцевальный Театр: Ширли Ессебум
Нью-Йорк Сити Балет: Джеред Энгл; Тайлер Энгл; Александра Ансанелли; Питер Боул; Эшли Баудер; Закари Катазаро; Жоакин Де Луз; Роберт Файрчайлд; Чейс Финли; Гонзало Гарсиа; Николаж Хуббе; Карла Корбс, Мария Ковроски; Себастьен Марковичи; Сара Мирнз; Бенжамен Мильпье, Филип Нил, Джастин Пек, Тайлер Пек, Амар Рамасар, Тереза Райхлен, Софиан Сильви, Дэниел Ульбрихт, Миранда Вис, Венди Уилан
Норвежская опера и балет: Йоель Карреньо, Уитни Дженсен, Гарретт Смит
Пацифик Нортвест Балет: Карел Круз, Карла Корбс, Джеймс Мур
Балет Парижской Оперы: Мириам Улд Брахам; Аурели Дюпонт; Матильда Фрустэ; Доротея Жильбер; Матиас Хейман; Мануэль Легри, Юго Маршан; Ханна О’Нил; Карл Пакетт
Танцевальная Труппа Парсонс: Марти Лоусон, Иан Спринг, Зоя Андерсон
Королевский Балет: Дарси Басселл; Матью Голдинг; Мелисса Гамильтон; Сара; Давид Махатели, Роберта Маркез, Марианела Нуньес, Сергей Полунин, Тамара Рохо, Тиаго Соарес, Эрик Андервуд
Королевский Датский Балет: Чарльз Андерсен, Елиабе Д’Абадия
Сан Франциско Балет: Тарас Домитро, Лорена Фейжу, Эмили Кадоу, Мария Кочеткова, Стивен Морс, Джозеф Филипс, Энтони Спаулдинг, Ян Ян Тань, Лонни Викс
Сарасота Балет: Логан Лернд
Шоу «Так ты думаешь что умеешь танцевать»: Дэнни Тидвелл, Лекс Ишимото
Государственный Балет Грузии: Нина Ананиашвили
Штутгартский Балет: Алисия Аматрийен; Брииджет Брейнер; Даниэль Камарго; Дуглас Ли; Эван МакКи; Джейсон Райли; Фридеман Вогель, Анжелина Зуккарини
Театро Колон, Буэнос Айрес: Хуан Пабло Ледо
Театр Базель: Родерик Джордж
Балет Токио: Мизука Уено
Балет Тальсы: Ванг Йи
Балет Венской Государственной Оперы: Грегор Хатала
Вашингтон Балет: Джейсон Хартли, Бруклин Мак
Балет Вейсбадена: Ирена Ветерова
Чемпионы Мира по бальным танцам: Анна Мельникова, Антонина Скобина, Пол Баррис, Денис Дроздюк, Александр Демкин, Вячеслав Крикливый, Роман Кутский
Также, в рамках Гала, YAGP представил в Нью-Й/орке прощальные выступления нескольких танцовщиков, включая Владимира Малахова, Мануэля Легри, Николая Цискаридзе, Дарси Басселл.
Программа Гала включает как всем знакомую классику, так и новейшую современную хореографию. Для поддержания юных талантов, YAGP запустили серию программ «Начинающие хореографы» где новые имена в хореографии получают возможность представить свою работу перед международным балетным сообществом. Среди хореографов, представивших новые работы благодаря YAGP — Камилла Браун, Марсело Гомес, Адам Хофленд, Сюзан Джаффи, Джастин Пек, Дерек Хафф, и другие. Кроме того, в рамках YAGP Гала прошли премьеры новых работ хореографов Джеммы Бонд, Камиллы Браун, Марсело Гомеса, Дерека Хаффа, Эмери ЛеКрон, Бенжамена Мильпье и других.

### Легенды Танца
Серия театральных программ, придуманная организаторами YAGP для ознакомления юных танцовщиков с легендарными артистами, которые оставили свой след в истории танцевального искусства. Среди бенефициантов — легендарная балерина Наталья Макарова, мировая звезда балета Дэвид Холберг, почитаемый педагог Пётр Пестов, танцоры Владимир Васильев и Хулио Бокка.
В 2017 году, в честь 50-летия артиста Хулио Бокка, YAGP представил в Нью-Йорке бенефис «Хулио Бокка, Дань Легенде Танца.» Вечер был посвящён карьере латиноамериканца который стал первым танцовщиком из Аргентины получившим мировое признание. Бокка покорил сердца поклонников классического и современного танца по всему миру, и дал старт целому поколению юных танцовщиков. В Гала спектакле приняли участие некоторые из самых узнаваемых партнёров по сцене и друзей Бокка, среди них Нина Ананиашвили, Родриго Коломба, Марлон Дино, Гонзало Гарсиа, Марсело Гомес, Исабель Герин, Исаак Эрнандес, Мануэль Легри, Люсия Лакарра, Жоакин Де Луз, Витор Луис, Лючиана Парис, Тайлер Пек, Хернан Пикин, Мариа Ноель Риччетто, Тамара Рохо и Ян Ян Тан, а также сам Бокка.
В 2015 году спектакль «Давид Холберг: Наследие» представил шедевры современной хореографии, редко показываемые в Нью-Йорке, исполненные артистами ведущих балетных театров мира, включая работы Пьера Лакотта, Стивена Бейнса, Мориса Бежара, Жан-Кристофа Майо, Юрия Смекалова и Понтуса Лидберга. Сам Холберг представлял каждый номер, рассказывая о своей работе с каждым из великих театров, которые произвели на артиста неизгладимое впечатление: Мариинский Балет и Балет Большого Театра в России, Австралийский балет, Балет Токио (чей дебют в Нью-Йорке состоялся в рамках программы), и Студио Компания Американского театра балета, где Холберг начал свою профессиональную карьеру. В программы приняли участие Надежда Батоева, Семён Чудин, Руди Хоукс, Екатерина Кондаурова, Алексей Недвига, Евгения Образцова, Вероника Парт, Амбер Скотт, Александр Сергеев, Татьяна Тилигузова, Мизука Уено и ансамбль Балета Токио.
В 2012 году, YAGP представили спектакль «Балерина Ассолюта: Гала в Честь Натальи Макаровой» в театре Дэвид Х. Кох в Линкольн Центре, в честь юбилея примы балерины. Сама Макарова приняла участие в спектакле, где также были заняты Алисия Аматрийен, Тайлер Энгл, Федерико Бонелли, Тиаго Бордин, Элен Буше, Эшли Баудер, Матью Голдинг, Екатерина Кондаурова, Мария Ковроски, Денис Матвиенко, Джиллиан Мерфи, Наталья Осипова, Сергей Полунин, Тамара Рохо, Дамиан Смит, Ян Ян Тан, Иван Васильев, Диана Вишнёва и Фридеман Вогель.
В 2010 Году, Гала-спектакль «Владимир Васильев: Гала в честь легенды танца» отметил семидесятилетний юбилей танцовщика которого называли «Богом Танца.» В спектакле приняли участие Андрей Артамонов, Эшли Баудер, Олег Чернасов, Евгений Чернышков, Грей Дейвис, Олена Долгих, Ширли Ессебум, Дэвид Холберг, Дарья Хохлова, Дмитро Кондратюк, Вячеслав Крикливый, Сара Лэмб, Сара Лейн, Анна Мельникова, Евгения Образцова, Вероника Парт, Джозеф Филипс, Джузеппе Пикон, Сергей Полунин, Рубинальд Пронк, Иван Путров, Луис Рибагорда, Анна София Шеллер, Полина Семионова, Даниил Симкин, Юрий Смекалов, Эммануэль Тибо, Александр Тихонов, и сам Владимир Васильев.
В 2009 году, YAGP Гала «Пётр Великий» в честь легендарного балетного педагога Петра Пестова прошёл в Нью-Йорке. Несколько поколений танцоров, хореографов и учителей вышли на сцену в Нью-Йорке чтобы поздравить с 80-летием учителя которому все они обязаны своей карьерой. Ведущим вечера был Алексей Ратманский, в спектакле участвовали Адиарис Алмейда, Алисия Аматрийен, Ислом Баймураов, Херман Корнехо, Гонзало Гарсиа, Джозеф Гатти, Марсело Гомес, Михаил Канискин, Мария Кочеткова, Екатерина Кондаурова, Владимир Малахов, Бенжамен Мильпье, Карин Плантадит, Саша Радецкий, Геннадий Савельев, Владимир Шкляров, Виктория Терешкина, Николай Цискаридзе и Венди Уилан.

### Как судят судьи
В 2011 году YAGP принял участие в серии выпусков «Творческий процесс» (англ. «Works & Process») — легендарном проекте музея Соломона Гуггенхайма в Нью-Йорке. Проект исследовал творческий процесс посредством бесед и перформансов, организованных в театре им. Питера Льюиса.
Образовательная презентация YAGP «Как судят судьи» позволила аудитории заглянуть в судейский процесс жюри YAGP, среди которых были Гейлин Сток, прежний директор Королевской балетной академии; Франко де Вита, бывший директор Школы Жаклин Кеннеди Оннасис при Американском театре балета; и Адам Склют, художественный директор Балета Вест.
В серии выпусков с телеведущим Сергеем Гордеевым участвовали несколько студентов YAGP в импровизированном балетном конкурсе, в то время как судьи делились своими комментариями по каждому выступлению и объясняли, почему они присудили ту или иную оценку участникам.
Серия «Как судьи судят» транслировалась онлайн и на тот момент стала самой просматриваемой в истории выпусков «Творческий процесс».

### Вопрос Эксперту
В 2017 году, YAGP запустили серию интерактивных видео интервью «Вопрос Эксперту.» Танцоры со всего мира получили возможность задать лидерам балетного мира вопросы на интересующие их темы. Интервью проводились тележурналистом Сергеем Гордеевым, и каждый эпизод раскрывал важную тему, включая здоровье и правильное питание для танцоров, техника и художественное мастерство, высшее образование и полезные советы для поступающих. Гостями студии были Чарльз Аскегард, Франко Де Вита, Джон Михан, Сюзан Джаффи, Юрий Фатеев, Марселино Самбе, Кимин Ким, Саша Радецкий и основатель YAGP — Лариса Савельева.

### Фильм «Первая Позиция»
В 2011 году о конкурсе YAGP был снят документальный фильм «Первая позиция» (англ. «First Position») — режиссёра Бесс Каргман. Фильм следил за судьбой шести юных участников YAGP — Микейлы ДеПринс, Арана Белла, Гайи Бомер-Йемини, Мико Фогарти, Жулье Фогарти, Хуана Себастьяна Замора и Ребекки Хаускнехт — на пути к финальным соревнованиям YAGP.
Премьерный показ фильма «Первая позиция» состоялся на 36ом ежегодном международном кинофестивале в Торонто 11 сентября 2011 года. Фильм получил высокую оценку критиков и несколько наград на крупных фестивалях фильмов и 4 мая 2012 года вышел в широкий прокат в США.

### Лучшие Хиты Балета
В 2013 году, YAGP выпустили концертный фильм «Лучшие Хиты Балета» с отрывками из всеми любимых классических балетов, включая Лебединое Озеро, Щелкунчик, Жизель, Пламя Парижа и Дон Кихот. С участием producer of so yooou think you can dance Найджела Литгоу, фильм совмещает выступления с интервью, историческими источниками и архивными записями. В фильме выступили артисты Стелла Абрера, Изабелла Бойлстон, Скайлер Брандт, Марсело Гомес, Вероника Парт, Хи Сео, Тарас Домитро, Мария Кочеткова, Эшли Баудер, Даниэль Ульбрихт, Мэтью Голдинг, Алехандро Вирельес и Грета Ходжкинсон. Среди знаменитостей давших интервью для фильма — Алексей Ратманский, Анхел Корелла, Бенжамен Мильпье, Эдвард Вилелла, Хозе Мануэль Карреньо, Матью и Денис Ганио, Мэтью Борн, Сюзан Джаффи и многие другие.

### Сериал «Дневники школы танца»
В 2014 году, конкурс YAGP был показан в реалити-сериале «Дневники Школы Танца» который следил за четырьмя студентами балета — Лекса Ишимото, Мэдисон Чаппель, Андреа Гвайт и Сейдж Хамфриз — показывая закулисную драму которая разворачивалась вокруг их борьбы за профессиональную карьеру. Мисти Коупленд также была участником одного из эпизодов. Одним из продюсеров сериала был известнейший танцевальный импресарио Найджел Литгоу.

### Выставка «Танец и мода»
В 2014 году, один из костюмов созданных для Гала-спектакля YAGP в Линкольн Центре был включён в качестве экспоната в исторической выставке «Танец и Мода» которая прошла в Музее Технического Института Моды в Нью-Йорке. Костюм был создан дизайнером Ральфом Руччи для танцовщика Американского Театра Балета, выпускника конкурса YAGP, Кельвина Ройяла III, и использован в премьере хореографии Джеммы Бонд, на музыку Керен ЛеФрак. После завершения выставки, сценический костюм был подарен Музею.